# リオネーロ・サンニーティコ
リオネーロ・サンニーティコ（イタリア語: Rionero Sannitico）は、イタリア共和国モリーゼ州イゼルニア県にある、人口約1,100人の基礎自治体（コムーネ）。

## 地理

### 位置・広がり

#### 隣接コムーネ
隣接するコムーネは以下の通り。括弧内のAQはラクイラ県所属を示す。
- アックアヴィーヴァ・ディゼルニア
- カステル・ディ・サングロ (AQ)
- フォルリー・デル・サンニオ
- モンテネーロ・ヴァル・コッキアーラ
- ヴァストジラルディ

## 行政

### 分離集落
リオネーロ・サンニーティコには、以下の分離集落（フラツィオーネ）がある。
- Castiglione, Montalto, Le vigne, Vernali, Collefava, Casabona, San Mariano, Predalve, Le Martine, Le Canala